# Konstantstromquelle
Die Konstantstromquelle ist eine elektrische Schaltung, die eine ideale Stromquelle nachbildet. Die Quelle prägt einen konstanten Strom ein, der idealerweise unabhängig von der Ausgangsspannung und der Ausführung des angeschlossenen Stromkreises ist. Eine reale Stromquelle hat mehrere Einschränkungen gegenüber dem Modell der idealen Stromquelle, wie begrenzte Spannung und Regelgeschwindigkeit.
Die Bezeichnung Konstantstromquelle wird sowohl für die elektrische Schaltung, als auch die Baugruppe oder das Gerät verwendet. Eine andere Bezeichnung, welche insbesondere in der Galvanik Anwendung findet, ist Stromkonstanter. Neben Konstantstromquellen gibt es seltener auch Wechselstromquellen.

## Anwendungen
- Versorgung von Bauelementen mit steiler U-I-Kennlinie, wie Leuchtdioden (LED) und Laserdioden, siehe Betrieb und Anschluss von LEDs
- Arbeitspunktregelung im Operationsverstärker und anderen integrierten Schaltkreisen.
- Messung großer Kapazitätswerte (z. B. Elektrolytkondensatoren)
- Stromschnittstellen

## Prinzipielles

Ersatzschaltbild einer realen Stromquelle (mit Verbraucher)

Nebenstehendes Bild zeigt eine reale Stromquelle mit dem Innenwiderstand {\displaystyle R_{i}}. Bei einer idealen Konstantstromquelle entfällt der eingezeichnete Innenwiderstand, weil gilt: {\displaystyle R_{i}=\infty } (zwischen zwei beliebigen Punkten einer Schaltung  vorhandene unendlich große Widerstände werden nicht eingezeichnet), d. h. es liegt ein möglichst hoher, idealerweise unendlicher Differentieller Widerstand der Quelle vor. Der Verbraucherstrom; {\displaystyle I_{\mathrm {K} }=I} ist idealerweise unabhängig von {\displaystyle R_{\mathrm {V} }}. Damit dieser wirklich fließt, baut die Quelle eine passend hohe elektrische Spannung {\displaystyle U_{\mathrm {kl} }} zwischen den Klemmen a und b auf – bei einem ohmschen Verbraucher {\displaystyle R_{\mathrm {V} }} also
{\displaystyle U_{\mathrm {kl} }=I\cdot R_{\mathrm {V} }}.
Es gibt auch Konstantstromquellen für Wechselstrom, beispielsweise müssen transformatorische Stromwandler so behandelt werden. Der Eisen-Wasserstoff-Widerstand ist ein historisches Beispiel einer für alle Stromarten geeigneten Konstantstromquelle, auch Kompensationsstromwandler sind dazu in der Lage. Labornetzteile im Strombegrenzungsmodus oder Messumformer mit Stromsignal (Stromschnittstelle, z. B. 4–20-mA-Schleife) sind Beispiele für Gleichstromquellen.
Gleichstromquellen sind elektronische Schaltungen, die ausschließlich Gleichstrom liefern. Schwankt die Last an einer solchen Stromquelle, so baut diese am Ausgang eine schwankende (Wechsel-)Spannung auf, weil anderenfalls der hindurchfließende Strom nicht konstant wäre. Typische Realisierungen werden nachfolgend vorgestellt. Die Spannung, die am Verbraucher aufgebaut werden kann, ist bei diesen Schaltungen begrenzt auf einen Wert {\displaystyle U_{\mathrm {kl,max} }}, ein Wert, der kleiner bleibt als die Speisespannung der Schaltung. Neben dem Maximalwert des Stromes, den die Schaltung liefern kann, ist ein Maximalwert von {\displaystyle R_{\mathrm {V} }} zu beachten, bis zu dem sie bestimmungsgemäß arbeiten kann:
{\displaystyle 0\leq R_{\mathrm {V} }\leq U_{\mathrm {kl,max} }/I}.
Beispiel: Kann die Schaltung an den Klemmen eine Spannung {\displaystyle U_{\mathrm {kl,max} }} = 12 V aufbauen bei einem Strom {\displaystyle I} = 20 mA, so darf die Bürde betragen
{\displaystyle 0\leq R_{\mathrm {V} }\leq 600\ \Omega }.

## Schaltungen von Gleichstromquellen

### Mit Bipolartransistor

Konstantstromquelle mit Transistor

Eine Konstantstromquelle kann im einfachsten Fall durch einen gegengekoppelten Bipolartransistor realisiert werden. Die Basis wird durch einen Spannungsteiler aus den Widerständen {\displaystyle R_{1}} und {\displaystyle R_{2}} auf einer konstanten Spannung gehalten. Der Transistor wird hierdurch leitend und führt einen gewissen Strom {\displaystyle I}, der durch den Emitterwiderstand {\displaystyle R_{e}} fließt, und an ihm nach dem ohmschen Gesetz eine Spannung {\displaystyle U=R_{e}\cdot I} hervorruft. Mit steigendem {\displaystyle I} würde zugleich {\displaystyle U} ansteigen. Damit wird aber der Emitter in seiner Spannung gegenüber der Basis angehoben, wodurch die Basis-Emitter-Spannung sinkt. Dies steuert den Transistor zu und lässt den Strom sofort wieder sinken. Würde sich andererseits {\displaystyle I} verkleinern, so wird die Spannung {\displaystyle U} am Emitterwiderstand kleiner und damit die Basis-Emitter-Spannung größer, wodurch sich der Kollektorstrom wieder erhöht. Diesen Vorgang der Stabilisierung nennt man auch Gegenkopplung, wodurch der ohnehin bereits relativ hohe Ausgangswiderstand des Transistors weiter vergrößert wird (siehe Bipolartransistor#Kennlinienfelder).
Da über der Basis-Emitter-Strecke stets eine Spannung von ca. 0,7 V bei Silizium-Transistoren abfällt, stellt sich der Strom immer so ein, dass {\displaystyle U=R_{e}\cdot I} um 0,7 V kleiner als die an {\displaystyle R_{2}} anliegende Spannung ist. Durch die Wahl von {\displaystyle R_{e}} oder durch die Spannung an {\displaystyle R_{2}} kann also der gewünschte Strom eingestellt werden.
Nachteilig ist die starke Abhängigkeit von Temperatur und herstellungsbedingten Exemplarstreuungen. Die weiter unten beschriebenen Schaltungen zielen genau auf eine Vermeidung dieser Schwachstellen, was durch eine gewisse Symmetrie des Schaltungsaufbaus erreicht wird (Temperaturkompensierte Konstantstromquelle).

### Mit Feldeffekttransistor

Stromquelle mit JFET

Eine Konstantstromquelle kann mittels eines Feldeffekttransistors mit (oder auch ohne) Source-Widerstand {\displaystyle R_{\mathrm {S} }} wie in nebenstehendem Bild aufgebaut werden. Es entsteht ein von {\displaystyle I_{\mathrm {D} }} abhängiger Spannungsabfall {\displaystyle U_{\mathrm {i} }=U_{\mathrm {DS} }+I_{\mathrm {D} }\cdot R_{\mathrm {S} }} , der sich wie bei einem Quellenwiderstand {\displaystyle r_{i}={\tfrac {\Delta U_{\text{i}}}{\Delta I_{\text{D}}}}} einstellt. Der differentielle Widerstand liegt in der Größenordnung 1 MΩ.
Solche Schaltungen werden als Stromregeldiode bezeichnet und sind als fertige Bauelemente erhältlich.

### Mit Operationsverstärker

Konstantstromquelle mit Operationsverstärker (Beispiele)

Die gezeigten Beispiele sind Spannungs-Strom-Umformer. Aufgrund einer Eingangsspannung entsteht ein Strom, der unabhängig vom Verbraucher ist. Zum Verständnis werden die mit sehr guter Näherung geltenden zwei Generalregeln für den nicht übersteuerten (also gegengekoppelten) Operationsverstärker genannt:
- Keine Spannung zwischen den Eingängen,
- Kein Strom in die Eingänge.

- Linke Schaltung: {\displaystyle I=U_{e}/R_{M}\ }

Der Strom ist unabhängig vom Verbraucherwiderstand, solange die Spannung an {\displaystyle R_{M}+R_{V}} kleiner ist als die vom Operationsverstärker an seinem Ausgang maximal lieferbare Spannung. Die Spannung {\displaystyle U_{e}} liegt am Bezugspotential (Masse); der Verbraucher muss potentialfrei sein. Das sind dieselben Randbedingungen wie oben beim Bipolartransistor.
- Mittlere Schaltung: {\displaystyle I=U_{e}/R_{M}\ }

Wie bei der linken Schaltung fällt {\displaystyle U_{e}} an {\displaystyle R_{M}} ab. Allerdings muss hier {\displaystyle U_{e}} potentialfrei sein; der Verbraucher liegt an Masse.
- Rechte Schaltung: {\displaystyle I=(U_{3}-U_{1})/R_{3}\ }

wenn {\displaystyle R_{2}:R_{1}=R_{4}:R_{3}} . Hier liegen {\displaystyle U_{1}} , {\displaystyle U_{3}} und {\displaystyle R_{V}} an Masse.

### Mit integrierten Schaltkreisen

Konstantstromquelle 0 bis ca. 1,8 V / 1 A mit LM317

Es gibt zweipolige Konstantstromquellen als Integrierte Schaltung (IC) für verschiedene Ströme im Milliampere-Bereich. Weiterhin gibt es LED-Treiber-IC, die eine oder mehrere, oft steuerbare Konstantstromquellen besitzen. Solche Schaltkreise arbeiten analog oder als Schaltregler. Im letzteren Fall benötigen sie eine externe Speicherdrossel.
Konstantstromquellen lassen sich auch mit integrierten Längsregler-Schaltkreisen realisieren, indem man deren innere Referenzspannung zur Strommessung an einem Shunt (Strommesswiderstand) nutzt. Die Schaltung ist ähnlich der mit einem Feldeffekttransistor. Die Referenzspannung des LM317 beträgt z. B. 1,25 Volt – der Schaltkreis stellt den Strom so ein, dass genau diese Spannung am Shunt abfällt. Der Vorteil ist der gegenüber Bipolartransistoren geringe Steuerstrom und die hohe Belastbarkeit, daher sind solche Lösungen auch für größere Ströme im Ampere-Bereich geeignet. Nachteile sind der recht hohe Gesamt-Spannungsabfall, der sich aus der Summe der Spannung am Shunt (1,25 V) und der Spannung am Schaltkreis (engl. drop, beim LM317 bei 1 A ca. 2 V) ergibt, sowie der kleine, allerdings nahezu konstante Querstrom der Längsregler (bis 0,1 mA), der sich zum errechneten Ausgangsstrom addiert.

### Schaltregler
Lineare Schaltungen haben den Nachteil, dass sie das Produkt aus Strom und Spannungsdifferenz als Verlustleistung in Wärme umwandeln. Insbesondere für Anwendungen mit großen Ausgangsströmen werden häufig Schaltregler mit höherem Wirkungsgrad eingesetzt.
Schaltregler dagegen sind aufwendiger im Aufbaus und können HF-Störungen verursachen, deren Unterdrückung weiteren Aufwand erfordert.

### PTAT-Stromquelle

Vereinfachte PTAT-Stromquelle ohne Auskopplung

Übertragungskennlinien der beiden Schaltungsteile für
I_{S2} = 1 · 10^{−15} A
n = 10
R_{3} = 100 Ω
U_{T} = 25,9 mV

Die PTAT-Stromquelle liefert einen Strom, der sich proportional zur absoluten Temperatur ändert (PTAT = proportional to absolute temperature). In der nebenstehenden Schaltung bilden T3 und T4 einen idealen Stromspiegel sowie T1 und T2 einen nicht perfekten Stromspiegel. Bei gleicher Basis-Emitter-Spannung sei der Emitterstrom von T1 größer als der von T2, was zum Beispiel durch Parallelschaltung mehrerer Transistoren zu erreichen ist. Die Strom-Spannungs-Kennlinie im Bild darunter zeigt das Verhalten der Kollektorströme von T1 und T2 in Abhängigkeit von der Basis-Emitter-Spannung UBE2. Durch die lineare Gegenkopplung des exponentiellen Kennlinienverlaufs mit dem Widerstand R1 übertrifft bei höherer Basis-Emitter-Spannung UBE2 der Emitterstrom des Transistors T2 denjenigen von T1. Im Schnittpunkt der Kennlinien tritt eine exakte Stromspiegelung auf. Die Verbindung mit dem Stromspiegel T3+T4 führt zu einem stabilen Arbeitspunkt mit konstantem Strom.
Sinkt der Kollektorstrom IC2 und die Basis-Emitter-Spannung UBE2 unter den Arbeitspunkt USchnitt dann ist der Kollektorstrom IC1 größer als IC2. Der Stromspiegel aus T3 und T4 kopiert den Stromanstieg von IC1 auf IC2 wodurch UBE2 steigt bis der Arbeitspunkt erreicht wird. Oberhalb des Schnittpunktes steigt nun IC2 verglichen mit IC1 schneller und die Basisspannung wird heruntergeregelt. Die Schaltung regelt die beiden Ströme gleich aus, also IC1 = IC2.
Der Strom im Arbeitspunkt lässt sich wie folgt berechnen:
{\displaystyle \Delta U_{\mathrm {BE} }+U_{\mathrm {BE1} }=U_{\mathrm {BE2} }\ \Leftrightarrow \ \Delta U_{\mathrm {BE} }=U_{\mathrm {BE2} }-U_{\mathrm {BE1} }}
Aus der Großsignalgleichung des Bipolartransistors
{\displaystyle I_{\mathrm {C} }=I_{\mathrm {S} }\cdot e^{\frac {U_{\mathrm {BE} }}{U_{\mathrm {T} }}}}
ergibt sich durch Auflösung nach der Basis-Emitter-Spannung
{\displaystyle U_{\mathrm {BE} }=U_{\mathrm {T} }\cdot \ln {\frac {I_{\mathrm {C} }}{I_{\mathrm {S} }}}}.
Die unterschiedlichen Eigenschaften der Transistoren T1 und T2 seien durch das Verhältnis {\displaystyle n} der Sperrströme charakterisiert
{\displaystyle I_{S1}=n\cdot I_{S2}}.
Die Spannung am Emitterwiderstand ist somit
{\displaystyle \Delta U_{\mathrm {BE} }=U_{\mathrm {BE2} }-U_{\mathrm {BE1} }=U_{\mathrm {T} }\cdot \ln {\frac {I_{\mathrm {C2} }}{I_{\mathrm {S2} }}}-U_{\mathrm {T} }\cdot \ln {\frac {I_{\mathrm {C1} }}{n\cdot I_{\mathrm {S2} }}}}
Aus
{\displaystyle \ln a-\ln b=\ln {\frac {a}{b}}}
und wegen der Gleichheit der Kollektorströme
{\displaystyle I_{\mathrm {C1} }=I_{\mathrm {C2} }}
resultiert zusammengefasst und gekürzt die Formel:
{\displaystyle \Delta U_{\mathrm {BE} }=U_{\mathrm {T} }\cdot \ln {n}\ ;\ U_{\mathrm {T} }={\frac {k_{\mathrm {B} }\cdot T}{e_{0}}}}
- {\displaystyle U_{T}} … Temperaturspannung
- {\displaystyle k_{\mathrm {B} }} … Boltzmann-Konstante
- {\displaystyle e_{0}} … Elementarladung

In die Gleichung für den Strom {\displaystyle I_{\mathrm {C1} }} eingesetzt ergibt das:
{\displaystyle I_{\mathrm {C1} }=I_{\mathrm {C2} }={\frac {\Delta U_{\mathrm {BE} }}{R1}}={\frac {U_{\mathrm {T} }\cdot \ln {n}}{R1}}=T\cdot {\frac {k_{\mathrm {B} }}{e_{0}}}\cdot {\frac {\ln {n}}{R1}}}
Der Strom weist eine direkte Abhängigkeit von der absoluten Temperatur auf. Durch mehrfache Anzapfung am oberen Stromspiegel kann aus dem Strom IC1 der Referenzstrom gewonnen werden.

### UBE-Konstantstromquelle

U_{BE}-Referenzstromquelle

Die UBE-Konstantstromquelle liefert das Gegenstück zur PTAT-Konstantstromquelle, da deren Temperaturkoeffizient einen negativen Wert aufweist und über einen großen Temperaturbereich als konstant anzusehen ist.
In der nebenstehenden Schaltung bilden T1, T2 und R einen „unperfekten“ Stromspiegel von IC1 nach IC2 sowie T3 und T4 einen idealen Stromspiegel von IC2 nach IC1.
Betrachtet wird nun der untere Stromspiegel. Fließt ein Strom IC1 regelt T2 solange, bis sich an R und somit UBE1 eine Spannung einstellt, mit der der gesamte Strom von IC1 über T1 abfließt. Der Basisstrom der Transistoren ist vernachlässigbar gering und bleibt daher unberücksichtigt. Weiter ergibt sich aus dem Spannungsabfall am Widerstand unmittelbar der Strom IC2.
{\displaystyle U_{\mathrm {BE1} }=U_{T}\cdot \ln {\frac {I_{\mathrm {C1} }}{I_{\mathrm {S1} }}}\Leftrightarrow I_{\mathrm {C1} }=I_{\mathrm {S1} }\cdot e^{\frac {U_{\mathrm {BE1} }}{U_{\mathrm {T} }}}}
{\displaystyle U_{\mathrm {R} }=U_{\mathrm {BE1} }}
{\displaystyle I_{\mathrm {C2} }={\frac {U_{\mathrm {BE1} }}{R}}}
{\displaystyle I_{\mathrm {C2} }={\frac {U_{T}}{R}}\cdot \ln {\frac {I_{C1}}{I_{S1}}}}

Übertragungskennlinie für den unteren Stromspiegel

Zusammen mit dem oberen Stromspiegel entsteht ein Regelkreis mit einem stabilen Arbeitspunkt bei IC1 = IC2. Liegt der Strom IC1 unterhalb des Arbeitspunktes, so liefert der untere Stromspiegel einen höheren Strom IC2 im Verhältnis zu IC1. Diese Erhöhung führt über den oberen Stromspiegel zur Erhöhung von IC1, bis der Arbeitspunkt erreicht ist. Liegt der Strom IC1 oberhalb des Arbeitspunktes, so liefert der untere Stromspiegel einen niedrigeren Strom IC2 im Verhältnis zu IC1. Diese Reduzierung führt über den oberen Stromspiegel zur Reduzierung von IC1, bis der Arbeitspunkt erreicht ist.
Bei gegebenem Transistorparameter IS1 und der Vorgabe eines gewünschten Stroms Iref errechnet sich der Widerstand folgendermaßen:
{\displaystyle R={\frac {U_{T}}{I_{\mathrm {ref} }}}\cdot \ln {\frac {I_{\mathrm {ref} }}{I_{S1}}}}
Die Temperaturabhängigkeit verhält sich proportional zum Temperaturkoeffizienten von UBE1 bei Annahme, die Änderung von IC1 sei vernachlässigbar (IC1 = konst), dann gilt:
{\displaystyle I_{\mathrm {C2} }={\frac {U_{\mathrm {BE1} }}{R}}\Rightarrow {\frac {\mathrm {d} I_{\mathrm {C2} }}{\mathrm {d} T}}={\frac {1}{R}}\cdot {\frac {\mathrm {d} U_{\mathrm {BE1} }}{\mathrm {d} T}}}
{\displaystyle {\frac {\mathrm {d} U_{\mathrm {BE1} }}{\mathrm {d} T}}={\frac {U_{\mathrm {BE1} }-(4+M)\cdot U_{\mathrm {T} }-U_{\mathrm {G} }}{T}}}
- M … Herstellungsparameter, Wertebereich −1,0 bis −1,5
- UG … Bandabstandsspannung von Silizium (UG(300 K) = 1,12 V)

Durch mehrfache Anzapfung am oberen Stromspiegel kann aus dem Strom IC1 der Referenzstrom gewonnen werden.

### Temperaturkompensierte Konstantstromquelle
Durch geeignete Kombination von PTAT- und UBE-Stromquelle entsteht eine temperaturkompensierte Konstantstromquelle. Auf einem vergleichbaren Konzept beruht die Bandabstandsreferenz.
Da die PTAT- und die UBE-Stromquelle überwiegend aus Transistoren und nur wenigen Widerständen bestehen, eignen sich beide Schaltungen sehr gut für integrierte Schaltkreise. Für einen diskreten Schaltungsaufbau ist ein Transistorarray notwendig, weil zwischen den Transistoren T1 und T2 sowie T3 und T4 eine gute thermische Kopplung bestehen muss.

## Realisierung
| {\displaystyle I_{\mathrm {ref} }={\tfrac {U_{\mathrm {BE,V2} }}{R_{1}}}} |

|  |  |

|  |

|  |